# Pseudoacanthocereus
Pseudoacanthocereus es un género  de cactus nativos de Minas Gerais Brasil. Comprende 5 especies descritas y de estas, solo 2 aceptadas.

## Descripción
Las plantas están ramificadas, en expansión y con largos y delgados tallos. Los tallos son de crucería con 3-7 costillas agudas forradas con areolas. Las espinas son delgadas y de color blanco o gris y son muchas, pero no densas con el fin de ocultar los tallos. Las flores son en forma de embudos largos con tubos florales espinosos, la fruta es amarilla, olorosa. Una especie es de Venezuela y la otra de Brasil - no se encuentran en el cultivo.

## Taxonomía
El género fue descrito por F.Ritter y publicado en Kakteen in Südamerika 59: 57. 1979. La especie tipo es: Pseudoacanthocereus brasiliensis (Britton & Rose) F. Ritter
Etimología
Pseudoacanthocereus: nombre genérico que deriva de las palabras griegas: "pseudo" que significa falso, por tanto, falso Acanthocereus.

## Especies aceptadas
A continuación se brinda un listado de las especies del género Pseudoacanthocereus aceptadas hasta abril de 2015, ordenadas alfabéticamente. Para cada una se indica el nombre binomial seguido del autor, abreviado según las convenciones y usos.	
- Pseudoacanthocereus brasiliensis (Britton & Rose) F. Ritter
- Pseudoacanthocereus sicariguensis